# Hyperbaena laurifolia
Hyperbaena laurifolia là một loài thực vật có hoa trong họ Biển bức cát. Loài này được (Poir.) Urb. mô tả khoa học đầu tiên năm 1899.